# Vlad Holiday
Vlad Holiday (Bukarest, 1989. május 24. –) román származású New York-i énekes, dalszerző, producer és multiinstrumentalista. 2017. július 28-án a Nylon magazin bemutatta Holiday szólóprojektjének debütálását, a Quit Playing Coolt. A dal a Spotify New Indie Mix lejátszási listáján, valamint az iTunes és az Apple Music All Genres Hot Tracks oldalán is szerepelt.

## Gyerekkora
Holiday édesapja újságíró volt, aki – miután az ország 1989-ben megszabadult a kommunizmustól – a rendszerváltás ellen emelt szót Romániában, arra hivatkozva, hogy az új rendszer is ugyanolyan korrupt. Ennek eredményeként családjuk halálos fenyegetést kapott, aminek következtében Holiday apja Amerikába szökött politikai menedékjoggal. A család többi tagjának 9 évébe telt, hogy legálisan az USA-ban telepedjen le, 1999 szeptemberében Holiday a New Jersey állambeli Bergen megyébe költözött.

## Karrier

### Szólókarrier (2017-től napjainkig)
2017. július 28-án Vlad Holiday bejelentette szólóprojektjét a Nylon magazinon keresztül. A magazin bemutatta debütáló számát, a Quit Playing Coolt. A dal a Spotify "New Indie Mix" lejátszási listáján, a "Fresh Finds: Six Strings" lejátszási listán, valamint az iTunes és az Apple Music All Genres Hot Tracks oldalán is szerepelt. A Quit Playing Cool klipje 2017. szeptember 1-jén jelent meg a VEVO New Alternative lejátszási listáján.
2018. március 9-én Holiday kiadta második kislemezét, a Childrent. A dal szerepelt a Spotify New Indie Mix lejátszási listáján, valamint a Paste Magazine & Daytrotter Live Session oldalán.
2018. április 6-án mutatkozott be a Tunnel Vision a The 405 magazinban, ahol a dal szövegéről beszélt, amely megkérdőjelezi a szélsőséges menekülés gondolatát. Holiday egyetlen bemutatót tartott az Elsewhere Zone One-ban, Brooklynban 2018. április 3-án. Ez a harmadik kislemez a Spotify New Indie Mix és a True Indie lejátszási listáin is szerepelt.
2018. május 25-én Holiday kiadta negyedik dalát, az Obscurityt  a C'mon Everybody műsorában.
A Like in the Movies a MILK magazinban 2018. augusztus 24-én került bemutatásra. A dal a megjelenés napján a Spotify New Music Friday és New Indie Mix lejátszási listáin is szerepelt.
2018. november 30-án Holiday kiadta az évben az utolsó kislemezét, az Artificial Paradise-t. A dal többek között a Spotify All New Indie lejátszási listáján is szerepelt, és egy Cara Marceante által forgatott videoklip is készült hozzá.

## Fordítás
- Ez a szócikk részben vagy egészben  a   Vlad Holiday című angol Wikipédia-szócikk ezen változatának fordításán alapul.  Az eredeti cikk szerkesztőit annak laptörténete sorolja fel. Ez a jelzés csupán a megfogalmazás eredetét és a szerzői jogokat jelzi, nem szolgál a cikkben szereplő információk forrásmegjelöléseként.